# Portret Josefy Bayeu
Portret Josefy Bayeu lub Leokadia Zorrilla (hiszp. Retrato de Josefa Bayeu lub Leocadia Zorrilla) – obraz olejny hiszpańskiego malarza Francisca Goi. Obecnie znajduje się w zbiorach Muzeum Prado.
Portret przedstawia młodą, dobrze sytuowaną kobietę w wieku około 30 lat. Tradycyjnie uznawano go za podobiznę Josefy Bayeu, jedynej żony artysty, gdyż tak został opisany w jednym z inwentarzy przeprowadzonych w domu Goi, a następnie w muzealnych katalogach. Obecnie krytycy sztuki mają wątpliwości co do tej identyfikacji, a także daty powstania samego obrazu. Nie udało się stwierdzić z całkowitą pewnością, kogo przedstawia portret. Według historyków sztuki z Prado – najprawdopodobniej jest to podobizna Leokadii Zorrilli de Weiss, młodej szlachcianki, towarzyszki życia Goi po śmierci jego żony.
Prawdopodobnie nie był to obraz wykonany na zamówienie (w przeciwieństwie do większości portretów pędzla Goi), lecz dzieło o prywatnym charakterze przedstawiające osobę z bliskiego otoczenia artysty. Ze względu na enigmatyczny uśmiech kobiety, obraz nazywano Moną Lisą Goi.

## Datowanie
Okoliczności powstania portretu nie zostały udokumentowane. W 1866 roku został on odkupiony od spadkobierców Goi i włączony do zbiorów Muzeum Trójcy Świętej jako Portret małżonki malarza, doñi Josefy Bayeu. Dzieło o takim tytule (pozycja nr 14) zostało wymienione w inwentarzu prac Goi sporządzonym przez Antonia de Brugadę w 1828 roku, krótko po śmierci artysty. Brugada zaznaczył tylko, że na portrecie przedstawiono półpostać; brak jednak opisu techniki malarskiej oraz wymiarów obrazu, dlatego nie można stwierdzić, czy pozycja z inwentarza odnosi się do portretu z Prado. Po połączeniu Muzeum Trójcy Świętej z Prado w 1872 roku obraz również figurował jako Portret małżonki malarza. Jako datę powstania tradycyjnie podawano rok 1798; pierwsze wątpliwości pojawiają się w opracowaniach z lat 20. XX wieku i wskazują dwa różne przedziały czasowe: 1798, 1790–1800 i 1808–1812. Zaawansowana technika malarska, którą zastosował Goya malując portret, a także elementy takie jak ubiór i fryzura kobiety wskazywałyby na późniejsze lata. Na podstawie przeprowadzonych badań historycy sztuki z Prado za najbardziej prawdopodobną datę powstania obrazu uważają okres 1814–1816.
Jeżeli portret miałby faktycznie przedstawiać żonę artysty, to rok 1798 jako data powstania wydaje się mało prawdopodobny. Josefa miała już wtedy ponad pięćdziesiąt lat, podczas gdy sportretowana kobieta jest dużo młodsza – ma ich najwyżej trzydzieści. W tym czasie Goya nie znał jeszcze Leokadii Weiss, spotkał ją dopiero w 1805 roku. W ostatniej dekadzie XVIII wieku hiszpańska szlachta nosiła peruki we francuskim stylu lub mocno upudrowane włosy. Tymczasem włosy modelki są zebrane w proste warkocze upięte z tyłu głowy, a jej twarz otacza wianuszek krótszych włosów w stylu kobiet z okresu francuskiej Restauracji (1814–1830), co wskazuje na późniejszą datę powstania portretu, gdyż moda na fryzury z naturalnych włosów powróciła po wojnie wyzwoleńczej toczonej w latach 1807–1814 przeciwko Napoleonowi. Bogactwo ubioru kontrastuje z oszczędną i wygodną elegancją innych kobiet ze sfer burżuazji, przedstawionych przez Goyę w latach bezpośrednio przed lub po wojnie. Specyficzne zastosowanie światła oraz koloryt przypominają dwa dzieła Goi z 1815 roku Autoportret w wieku sześćdziesięciu dziewięciu lat oraz Portret Rafaela Esteve Vilelli.
W ustalaniu daty powstania wskazówką jest również fakt, że portret został namalowany bezpośrednio na innym obrazie. Materiały malarskie, takie jak płótna, były drogie, a w epoce powojennej stały się także trudno dostępne. Goya skarżył się na ten temat w korespondencji ze swoim przyjacielem Martínem Zapaterem, ale z drugiej strony sam ofiarował swój zapas płócien na bandaże dla rannych w czasie oblężenia i obrony Saragossy (1808). Ponowne wykorzystanie płótna wskazuje na okres po 1814 roku, kiedy skończyła się wojna.

## Identyfikacja portretowanej

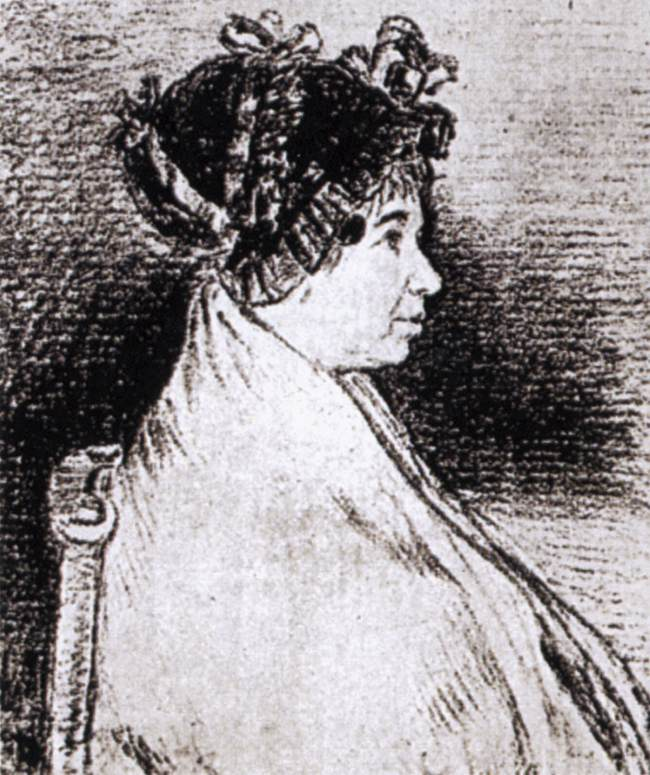
Josefa Bayeu, szkic węglem, Goya, 1805

### Josefa Bayeu
Josefa Bayeu (1747–1812) była żoną Goi od 1773 aż do śmierci w 1812 roku. Pochodziła z zamożnej aragońskiej rodziny o tradycjach artystycznych. Jej bratem był Francisco Bayeu, malarz, który wspomagał karierę Goi na królewskim dworze. Mimo swojego pochodzenia Josefa najprawdopodobniej była analfabetką. Xavier de Salas opisuje ją jako naiwną, dobroduszną i niemądrą. Goya ożenił się z nią dla koneksji, które posiadała jej rodzina w artystycznych kręgach. Niewiele wiadomo o jej życiu u boku malarza. Josefa wielokrotnie zachodziła w ciążę (być może nawet 20 razy) i roniła. Jedynie siedmioro dzieci przeżyło okres niemowlęcy, przy czym tylko syn Francisco Javier dożył dorosłości. Wielokrotne macierzyństwo Josefy było dla niej wielkim obciążeniem, zarówno fizycznym, jak i psychicznym. Artysta rzadko wspominał o żonie w swojej obszernej korespondencji, nie była też jego modelką. Jedyny potwierdzony wizerunek Josefy, który przetrwał do czasów współczesnych, to niewielkich rozmiarów szkic węglem z 1805 roku przedstawiający jej profil. Widać na nim blisko sześćdziesięcioletnią Josefę – postarzałą, lekko przygarbioną kobietę o zwiotczałej skórze i zmęczonym wyrazie twarzy. Wydaje się spokojna, z nutą melancholii w oczach. Na głowie ma czepek, a ramiona okrywa wełnianym szalem. Jej fizjonomia w niczym nie odpowiada delikatnym rysom twarzy młodej damy przedstawionej na olejnym portrecie.

### Leokadia Zorrilla de Weiss

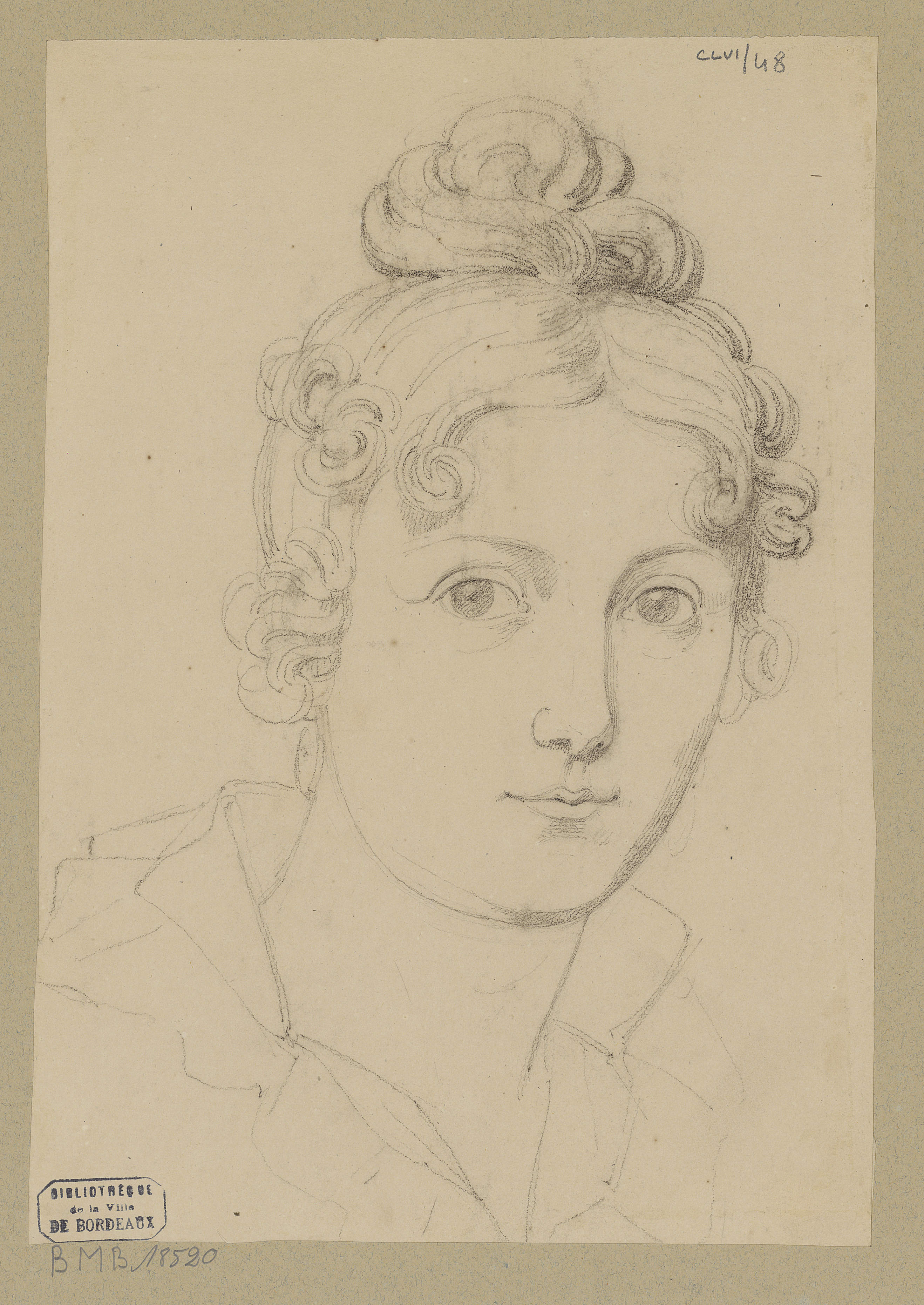
Rysunek autorstwa Rosario Weiss, prawdopodobnie przedstawiający jej matkę Leokadię

Modelką do tego obrazu mogła być więc Leokadia Zorrilla de Weiss (1788–1856), która zamieszkała z Goyą krótko po śmierci żony i opiekowała się nim do końca życia. Leokadia urodziła się w 1788 roku, zatem w sugerowanym przez Prado okresie powstania obrazu miała około 26–28 lat. Była kuzynką synowej Goi – poznali się w 1805 roku na weselu jego syna Javiera i Gumersindy Goicoechei. W 1812 roku w okolicznościach społecznego skandalu Leokadia rozwiodła się z mężem, jubilerem Isidorem Weissem. Mąż zarzucał jej złe prowadzenie się, ona oskarżała go o roztrwonienie jej pokaźnego majątku. Leokadia zatrudniła się u wdowca Goi jako gospodyni, prawdopodobnie była także jego kochanką. W 1819 roku razem z córką Rosario zamieszkała z Goyą w jego posiadłości nazywanej Domem Głuchego, a od 1824 roku do końca życia artysty obie towarzyszyły mu na wygnaniu w Bordeaux. Goya opiekował się Rosario (przypuszcza się, że mogła być jego córką) i udzielał jej lekcji malarstwa. Sportretowana kobieta przypomina postać pojawiającą się na rysunkach Rosario; możliwe, że dla wprawy rysowała swoją matkę. Potwierdzałoby to hipotezę o przedstawieniu na obrazie właśnie Leokadii.

## Opis obrazu

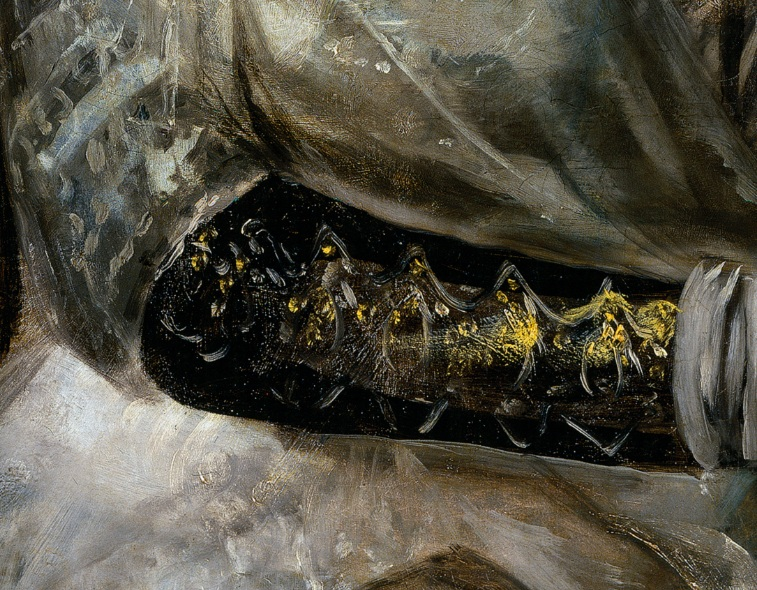
Fragment obrazu, na którym widać przypominające szkic szybkie pociągnięcia pędzlem charakterystyczne dla stylu Goi

Kobieta została przedstawiona na typowym dla portretów Goi ciemnym, jednolitym tle, pozwalającym skupić całą uwagę widza na postaci. Jedyny element dekoracyjny to widoczne po lewej zdobione oparcie krzesła. Goya ze szczególną precyzją namalował twarz portretowanej oddając gładką, jasną cerę, którą delikatnie podkreślił różem na policzkach. Uważne i inteligentne spojrzenie kobiety potęgują duże, spokojne oczy. Usta są wąskie i zaciśnięte. Jej uroda jest szlachetna, a wyraz twarzy poważny. Z dużym prawdopodobieństwem jest to portret osoby z bliskiego kręgu Goi, co potwierdza bezpośrednia i pewna siebie postawa kobiety, wskazująca na wzajemne zaufanie malarza i modelki.
W przeciwieństwie do subtelnie namalowanej twarzy, strój kobiety powstał bez dbałości o szczegóły. Złote zdobienia na czarnych rękawach jedwabnej sukni powstały przy użyciu szybkich i lekkich pociągnięć pędzla, sprawiających wrażenie szkicu, niemal impresjonistycznych. Podobnie energicznie naniesione plamy tworzą lekki prześwitujący szal, który okrywa suknię. Oszczędne lecz precyzyjne pociągnięcie pędzlem zaznacza ucho. Dłonie ubrane w białe rękawiczki oplatają złotą rękojeść trudnego do określenia przedmiotu – być może jest to parasolka lub laska. Częstym motywem kobiecych portretów Goi był wachlarz, według hrabiego Viñazy modelka trzyma właśnie ten przedmiot oparty o suknię. Jednak siła gestu modelki wydaje się go wykluczać. Delikatne światło, które spowija kobietę, nadaje jej postaci wyjątkowy realizm.
Istnieje kopia tego obrazu w kolekcji spadkobierców Manuela Lorenza Parda w Madrycie.

## Radiografia
Po wykonaniu radiografii odkryto, że pod obrazem znajduje się inny portret kobiecy, powstały również na ciemnym tle. Analizując strój i fryzurę poprzedniej modelki, zidentyfikowano ją jako Juanę Garcíę Ugalde, znaną hiszpańską aktorkę teatralną. Na tej samej podstawie stwierdzono, że jej podobizna powstała w drugiej połowie dekady 1790. Podobnie jak Aktorka „La Tirana” trzymała w ręce kartkę papieru z tekstem swojej postaci, typowy atrybut na portretach aktorów. Juana zmarła na początku XIX wieku. W momencie śmierci była w złej sytuacji finansowej, prawdopodobnie nie zapłaciła więc za wykonany już obraz, który w ten sposób pozostał w posiadaniu Goi. Artysta ponownie wykorzystał płótno malując bezpośrednio na poprzednim portrecie, bez uprzedniego pokrycia go podkładem czy zamalowania. W niektórych miejscach widoczny jest niebieski kolor sukni aktorki, który przebija spod nowego portretu. Goya prawdopodobnie zamalowałby poprzedni obraz dokładniej, gdyby portret tej damy powstał na zamówienie u ważnego klienta, a nie dla bliskiej mu osoby.

## Proweniencja
Portret został odziedziczony przez bezpośrednich spadkobierców Goi – jego syna Javiera i wnuka Mariana. Po śmierci Javiera podziałem spuścizny malarza zajął się Federico Madrazo. Mariano, który sukcesywnie wyprzedawał majątek dziadka na pokrycie swoich długów, sprzedał go Románowi Garreta y Huerto, szwagrowi Madraza. Później obraz został nabyty królewskim dekretem z 5 kwietnia 1866 przez Muzeum Trójcy Świętej za cenę 300 eskudów, razem z Autoportret w wieku sześćdziesięciu dziewięciu lat z 1815 roku i przypisywanym Goi Egzorcyzmem. To muzeum zostało połączone z Prado, gdzie obraz znajduje się od 1872 roku. Niebieskie oznaczenie w lewym dolnym rogu to numer katalogowy 178.T pochodzący z inwentarza Muzeum Trójcy Świętej.